# Oensingen
Oensingen é uma comuna da Suíça, situada no distrito de Gäu, no cantão de Soleura. Tem 12,03 km² de área e sua população em 2018 foi estimada em 6.284 habitantes.